# Золотой мяч France Football 2025
Золотой мяч 2025 (фр. 2025 Ballon d'Or) — 69-я ежегодная церемония вручения наград лучшим футболистам мира, вручается журналом France Football. Претенденты были оглашены 7 августа 2025 года, сама церемония состоится 22 сентября 2025 года.